# Torre del Clavero
La Torre del Clavero constitue un des plus typiques monuments de la ville de Salamanque, en Espagne. Il a été déclaré monument national le 3 juin 1931.

## Histoire
La tour est ce qu'il subsiste de la maison seigneuriale du clavero de l'Ordre d'Alcántara. Elle réunit l'intérêt de la forteresse militaire et la beauté constructive du XVe siècle. La tour est de plan carré et mesure 28 mètres de hauteur. Sur sa partie supérieure la tour prend une forme octogonale, ornée de chaque côté avec un tambour semi-cylindrique couronné par un bouclier d'armes.

## Voir aussi

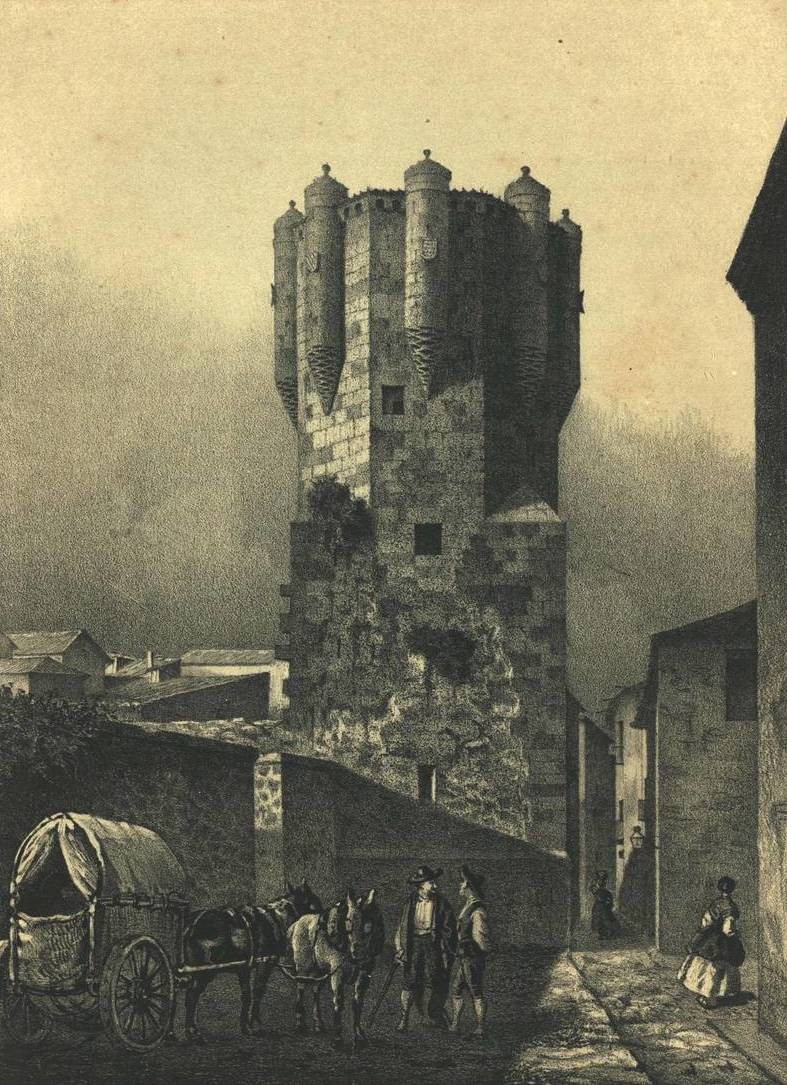
Torre del Clavero, par Francisco Javier Parcerisa.

## Source de traduction
- (es) Cet article est partiellement ou en totalité issu de l’article de Wikipédia en espagnol intitulé « Torre del Clavero » (voir la liste des auteurs).